# 日本とギニアビサウの関係
日本とギニアビサウの関係（にほんとギニアビサウのかんけい、ポルトガル語: Relações entre Japão e Guiné-Bissau、英語: Japan-Guinea‐Bissau relations） では、日本とギニアビサウの関係について概説する。日本とギニアビサウ共和国の関係とも。概ね友好的な関係を築いている。

## 両国の比較
|                   | ギニアビサウ               | 日本                            | 両国の差                       |
| ----------------- | -------------------------- | ------------------------------- | ------------------------------ |
| 人口              | 196万7998人（2020年）      | 1億2583万人（2020年）           | 日本はギニアビサウの約63.9倍   |
| 国土面積          | 3万6125 km2                | 37万7972 km2                    | 日本はギニアビサウの約10.5倍   |
| 人口密度          | 70 人/km2（2020年）        | 345 人/km2（2020年）            | 日本はギニアビサウの約4.9倍    |
| 首都              | ビサウ                     | 東京都                          |                                |
| 最大都市          | ビサウ                     | 東京都区部                      |                                |
| 政体              | 大統領制 共和制            | （民主制）議院内閣制            |                                |
| 公用語            | ポルトガル語               | 日本語（事実上）                |                                |
| 通貨              | CFAフラン                  | 日本円                          |                                |
| 国教              | なし                       | なし                            |                                |
| 人間開発指数      | 0.455                      | 0.919                           |                                |
| 民主主義指数      | 2.63                       | 7.99                            |                                |
| GDP（名目）       | 14億3176万米ドル（2020年） | 4兆9754億1524万米ドル（2019年） | 日本はギニアビサウの約3475.2倍 |
| 一人当たり名目GDP | 727.5米ドル（2020年）      | 39,538.9米ドル（2020年）        | 日本はギニアビサウの約54.倍    |
| GDP（購買力平価） | 36億1254万米ドル（2019年） | 5兆5043億3091万米ドル（2019年） | 日本はギニアビサウの約1523.7倍 |
| 一人当たり実質GDP | 1,880.6米ドル（2019年）    | 43,593.5米ドル（2019年）        | 日本はギニアビサウの約23.2倍   |
| 経済成長率        | 4.5％（2019年）            | 0.3%（2019年）                  |                                |
| 軍事費            | 2330万6688米ドル（2020年） | 491億4855万米ドル（2020年）     | 日本はギニアビサウの約2108.8倍 |
| 地図              |                            |                                 |                                |

## 歴史
1963年よりギニアビサウ独立戦争が勃発。この戦争はおよそ10年間も続き、1973年にはようやくギニアビサウは独立を達成した。旧宗主国のポルトガルは当初これを認めなかったが、1974年4月25日にはリスボンでカーネーション革命が発生。これによりポルトガルもギニアビサウの独立承認へ方針を転換し、その動きを受けて日本はギニアビサウを国家承認し、1974年8月1日に外交関係を樹立した。
しかし独立直後は冷戦下において東側諸国に寄った外交政策を進め、また権力基盤が安定しなかったことからクーデターが相次いだ。そのことから交流は進展せず、関係が進展したのはギニアビサウが複数政党制へと移行し西側諸国との関係を重視し始めた1990年前後、ジョアン・ヴィエイラ政権以降である。ただし現在でも治安や交流の少なさから独立した大使館は設置されていない。日本は1978年からダカールの在セネガル日本国大使館がギニアビサウを兼轄しており、ギニアビサウは2003年より北京の在中国ギニアビサウ大使館が日本を兼轄している。

## 外交

### 二国間関係
日本は東アジア、ギニアビサウは西アフリカに位置する国家であり、地理的に大きく離れている。歴史的には日本は独立を維持してきた一方でギニアビサウはポルトガルに支配されていた時代が長く、ゆえに文化も大きく異なる。また日本は先進国である一方ギニアビサウは後発開発途上国の一つであり、経済的格差から貿易上の繋がりや民間人の交流も多くないのが現状である。そのため両国の関係は緊密とは言えない。

### 日本要人のギニアビサウ訪問
ギニアビサウではクーデターが頻発していた時期があり、また現在でも国民の大半が貧困層で治安が安定していない。そのため日本要人のギニアビサウ訪問は今までにほとんど行われてこなかった。2016年9月に日本･アフリカ連合友好議員連盟(日AU議連)のメンバーとして衆議院議員の山際大志郎と牧原秀樹が訪問したのみである。

### ギニアビサウ要人の訪日
独立以後、ギニアビサウは東側諸国に寄った外交政策を展開したため当初は日本に要人を派遣することは少なかった。しかし1989年ごろに複数政党制の導入、西側諸国との関係重視という方針転換が行われて以来、日本への要人派遣が増加している。
1989年および1990年には、ギニアビサウの大統領として初めてジョアン・ヴィエイラが訪日。2000年にはギニアビサウの首相として初めてカエタノ・ンチャマが訪日を実施する。その後、2008年5月には再び大統領の地位にあったジョアン・ヴィエイラが第4回アフリカ開発会議出席のために訪日している。

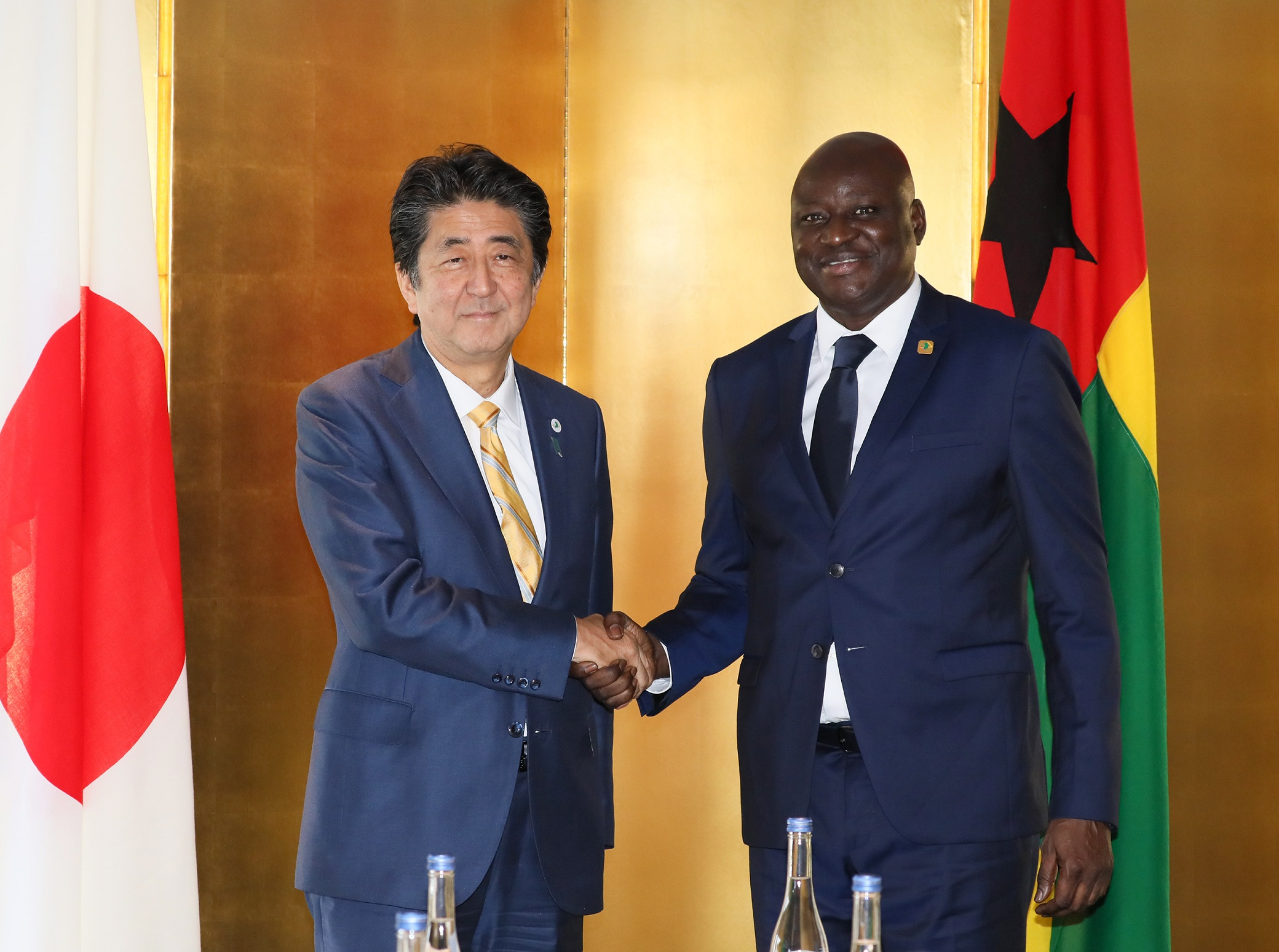
日・ギニアビサウ首脳会談（2019年）

2019年には第7回アフリカ開発会議参加のため、ギニアビサウ首相のアリスティデス・ゴメスほか複数閣僚が訪日を実施。アリスティデス・ゴメスは安倍晋三と首脳会談を実施して、日本企業によるギニアビサウ投資の促進などについてが話し合われている。
このほかにも複数の閣僚が訪日を実施しており、交流の深化が図られている。

## 経済関係
2019年のギニアビサウの対日輸出は2,120ドル、日本円にしてわずか24万円に留まっており国家間貿易の数字としてはほぼゼロに近い数字である。一方で対日輸入は132万ドル、日本円にしておよそ1億5千万円ほどで貿易収支では日本が大幅な黒字となっている。ギニアビサウの対日貿易において主要な輸出品目は魚介類、主要な輸入品目はゴム製品、食料品、化学製品である。
このように貿易関係は希薄であるが、日本はギニアビサウに対して政府開発援助を実施している。ギニアビサウにとって重要な援助国はイタリアや旧宗主国であるポルトガル、アメリカ合衆国などであるが、日本も支援金額では上位である。主要な政府開発援助は以下の通り。
- 「トンバリ州零細漁業施設建設計画(2010年、8.56億円)」‐無償資金協力。南部の漁業拠点であるトンバリ州において、漁村民の生活水準の改善や生産性の向上のため、水産施設を整備[24]。
- 「ビサウ市小学校建設計画(2012年、9.98億円)」‐無償資金協力。1998年に発生したギニアビサウ内戦（英語版）で国内のインフラは破壊されており、それには小学校も含まれている。その影響もあってギニアビサウにおける初等教育の就学率は55％程度と低い水準に留まっており、それら諸問題を改善するために小学校を建設・整備した[25]。

さらにはギニアビサウは世界最貧国の一つであることから、世界食糧計画を通じた食糧支援、国際連合開発計画を通じた新型コロナウィルスの流行に対応するための医療・衛生・保健面での支援、草の根・人間の安全保障無償資金協力として島民が安全に移動できるようにするため1000万円相当のボートを給与する「ビジャゴ諸島ウロク海洋保護区ボート整備計画」、既存の小学校に7つの教室の増設し提供する「ビサウ市カサカ・コングレッソ小学校教室棟建設計画」など人道的な支援が実施されている。
ギニアビサウに進出している日系企業は、2019年時点で一社もない。

## 学術研究
1996年3月から6月にかけて、鳥羽水族館がギニアビサウにてアフリカマナティーの調査を行った。「はるか」「かなた」の2頭のマナティーが捕獲され、日本に輸送されている。「はるか」は2014年に死亡したが、「かなた」は2024年現在も鳥羽水族館で飼育されている。
なお、鳥羽水族館へは2010年にギニア共和国から「みらい」も入館し、共に飼育されている。

## 文化交流
2020年東京オリンピックではギニアビサウ選手団が岡山県総社市をホストタウンして利用し、事前合宿などを実施した。そのつながりで総社市の小中学校ではギニアビサウに関する教育が行われる、2020年東京オリンピック終了後には未使用の文房具がギニアビサウの子供たちに贈られるなど、交流を深めた。

## 外交使節

### 駐日ギニアビサウ大使
1. ニコラウ・ドス・サントス（ポルトガル語版）（北京常駐、2003～2013年、信任状捧呈は8月4日[33]）
2. マラン・サンブー（ポルトガル語版）（北京常駐、2013年～、信任状捧呈は7月29日[34]）